# 桂宏美
桂 宏美（かつら ひろみ、1975年12月8日 - ）は、群馬県邑楽郡大泉町出身の女性シンガーソングライター。大泉町に住みながら川崎市中原区のスタジオに通う。
「歌とヴィオリラ」で関東を中心に各地でイベント出演、ライブ活動をしている。福祉の体験を音楽活動に生かす「歌う介護士」という顔も持つ。
2014年10月よりかわさきFMにてパーソナリティ（「ＤＪノブのディアフレンド」）を担当する。

## プロフィール
- 4歳からピアノを始める。
- 16歳より本格的に歌い始める。
- 群馬県立館林女子高等学校を卒業。
- 大泉保育福祉専門学校福祉科を卒業。（乗峯ゼミで音楽療法を学ぶ）
- 障がい者支援施設に2年間勤務後、ヤマハ音楽院に入学。
- 2001年より、TVドラマや再現ビデオCMなど芸能活動を始める。
- 2003年、ヴィオリラ奏者として、ヤマハにて養成。
- 2004年、数々のロックバンドを経て、ナウティムレコードよりNODOBOTOKE『魔法の雫』でCDデビュー。
- 2005年、ヤマハヴィオリラアンサンブルユニット『こんぺいとう』としてライブ活動後フリーになる。
- 2006年、ソロ活動開始。
- 2008年、2月14日 1stソロアルバム『Dear My Friends』を全国発売。
- 2010年、4月1日 2ndアルバム『空～ヴィオリラクインテット～』を全国発売。
- 2014年、1月16日 シングル『病気になったら』を全国発売。
- 2019年、7月1日 シングル『タイムトラベル小泉線』を全国発売。
- 2022年、2月 シングル『空へ帰った天使（愛犬へ愛を込めて）～全世界の愛犬家に捧ぐ～』を全国発売。

## ディスコグラフィー

### シングル
- 1stシングル《魔法の雫》（2004年12月20日発売）

　　Introduction（ヴィオリラインスト）／魔法の雫／魔法の雫（カラオケ）／Love Loveファンタジー
- 病気になったら～（2014年1月16日発売）
  - 原詞：晴佐久昌英～'だいじょうぶだよ'(女子パウロ会)
  - 補作詞・作曲：嶋田富美子
  - ヴォーカルとヴィオリラ演奏：桂宏美
  - 病気と闘う全ての人とその家族に贈る応援歌（ポエムソング）

1. 病気になったら～Instrumental Orgel Version
2. 病気になったら
3. 病気になったら～Instrumental Violyre Version
4. 病気になったら～Instrumental Version

- タイムトラベル小泉線（2019年7月1日発売）
  - 唄・作詞・作曲：桂宏美
  - 編曲：本田晃弘（大泉町出身）
  - デザイナー：小林一行（大泉町在住）
  - 群馬県大泉町を舞台に、日系ブラジル３世の気持ちで日本とブラジルの想いを描く

1. タイムトラベル小泉線
2. タイムトラベル小泉線（カラオケ）
3. タイムトラベル小泉線（ショートインストバージョン）

- 空へ帰った天使（愛犬へ愛を込めて）～全世界の愛犬家に捧ぐ～（2022年2月発売）
  - 歌　：桂宏美
  - 作詞：伊藤かおり
  - 作曲：嶋田富美子
  - 編曲：伏見洋人
  - 絵　：千村収一

1. 歌
2. オルゴール
3. カラオケ

### アルバム
- 1stアルバム、Dear My Friends（2008年2月14日発売）
  - 作詞・作曲：桂宏美、編曲：平野孝幸。3の作詞はacko、10は編曲も桂宏美
  - ヴォーカル・ヴィオリラ・クラシックギター（Dear My Friends）：桂宏美、その他楽器：平野孝幸

1. たくさんのバラと幸せ
2. 私からの手紙
3. 幻
4. 桜散るとき
5. 女一代
6. 魔法の雫
7. さよなら
8. あなたへ～Violyre Instrumental～
9. 記憶
10. Dear My Friends

- 2ndアルバム、「空」～ヴィオリラクインテット～（2010年4月1日発売）
  - プロデュース、ヴィオリラ演奏：桂宏美
  - 編曲、レコーディング・エンジニア：平野孝幸
  - 世界初、ヴィオリラによるオーケストラ風弦楽合奏のカバーアルバム

1. 星に願いを
2. 冬のソナタ（最初から今まで）
3. コンドルは飛んでいく
4. 千の風になって

### 付録CD
- 元気になったら
  - 「元気になったら」（母の乳がん末期からの闘病記、嶋田富美子著、2015年3月15日、文芸社より発行）の付録としてリリースされる。
  - 歌：桂宏美
  - 作詞・作曲：嶋田富美子
  - 編曲：平野孝幸

### 参加ＣＤ
- はなさないように　ＤＪノブ
  - はなさないように　作詞：関根信男　作曲：桂宏美　編曲：平野孝幸
  - ずっと愛していこう　作詞：関根信男　作曲：桂宏美　編曲：平野孝幸
- 海の休日　銀河管弦楽団
  - ５．香水の島　ヴォーカル・ヴィオリラ：桂宏美
  - ６．オーシャニック・マン，オーシャニック・ウーマン　ヴォーカル・ヴィオリラ：桂宏美